# ヌーオロ
ヌーオロ（イタリア語: Nuoro ( 音声ファイル)）は、イタリア共和国サルデーニャ州東部にある都市であり、その周辺地域を含む人口約3万6000人の基礎自治体（コムーネ）。ヌーオロ県の県都である。

## 名称
日本語文献では「ヌオロ」とも表記される。
サルデーニャ語ではヌーゴロ（Nùgoro）。

## 地理

### 位置・広がり
サルデーニャ島内陸部東部、ヌーオロ県の中部に位置する。ヌーオロの市街はOrtobene山の斜面に位置する。

#### 隣接コムーネ
ヌーオロは以下のコムーネと隣接している。括弧内のSSはサッサリ県所属を示す。
- ベネトゥッティ (SS)
- ドルガーリ
- マモイアーダ
- オリエーナ
- オラーニ
- オルゴーゾロ
- オルーネ

- 街並み
- 歴史的中心市街地
- サッタ広場（Piazza S. Satta）と石のオブジェ

## 歴史
ヌーオロ市を中心とするヌーオロ地域における人類の定住は紀元前3千年紀にさかのぼり、Domus de Janasと呼ばれる墳墓の跡が残されている。
30以上のヌラーゲ遺跡があることから、ヌーオロ地域はヌラーゲ文化（サルデーニャに紀元前1500年頃から紀元前250年頃まで栄えた文化）の中心地であったと考えられている。たとえば、ヌーオロ郊外のタンカ・マンナ（Tanca Manna）には、800戸ほどからなる集落遺跡が見つかっている。
ヌーオロ地域には、カラリス（カリャリ）とウルビア（オルビア）を結ぶローマ街道が通過していた。ローマ人による支配の痕跡は、サルデーニャ語の中にさまざまに残されており、今日もヌーオロで話されている。サルデーニャ語ヌーオロ方言 (Logudorese dialect) は、ロマンス諸語の中でも最も保守的な言語と見なされている。
西ローマ帝国の崩壊後、サルデーニャははじめヴァンダル人の、次いで東ローマ帝国の支配下に入った。ローマ教皇グレゴリウス1世（在位: 590年 - 604年）の書簡によれば、サルデーニャ島の内陸部では、ローマ化・キリスト教化された文化と異教徒の文化が共存していたという。東ローマ帝国の支配力が弱体化すると、サルデーニャ島ではジュディカーティたちが登場した。
1147年に描かれた地図に、Nugor という小さな村がはじめて登場する。つづく2世紀のうちに、Nugor は1000人以上の人口を持つ村へと成長する。サルデーニャ島をアラゴン王国・スペイン王国が支配した時代も、ヌーオロは主要な町であり続けたが、17世紀末に飢饉と疫病による被害を受けた。
1720年にサルデーニャ島をサヴォイア家が購入してサルデーニャ王国を形成すると、ヌーオロはこの地域の行政的な中心地となった。1836年に、ヌーオロは都市の格を得た。

## 文化・観光
- ヌーオロ国立考古学博物館 (it:Museo nazionale archeologico di Nuoro)
- デレッダ博物館 (it:Museo deleddiano)
- サルデーニャ民俗博物館 (it:Museo della vita e delle tradizioni popolari sarde)
- ヌーオロ県立美術館 (it:Museo d'arte della provincia di Nuoro)

## 姉妹都市
- コルテ（フランス）
- トルメッツォ（イタリア）

## 交通

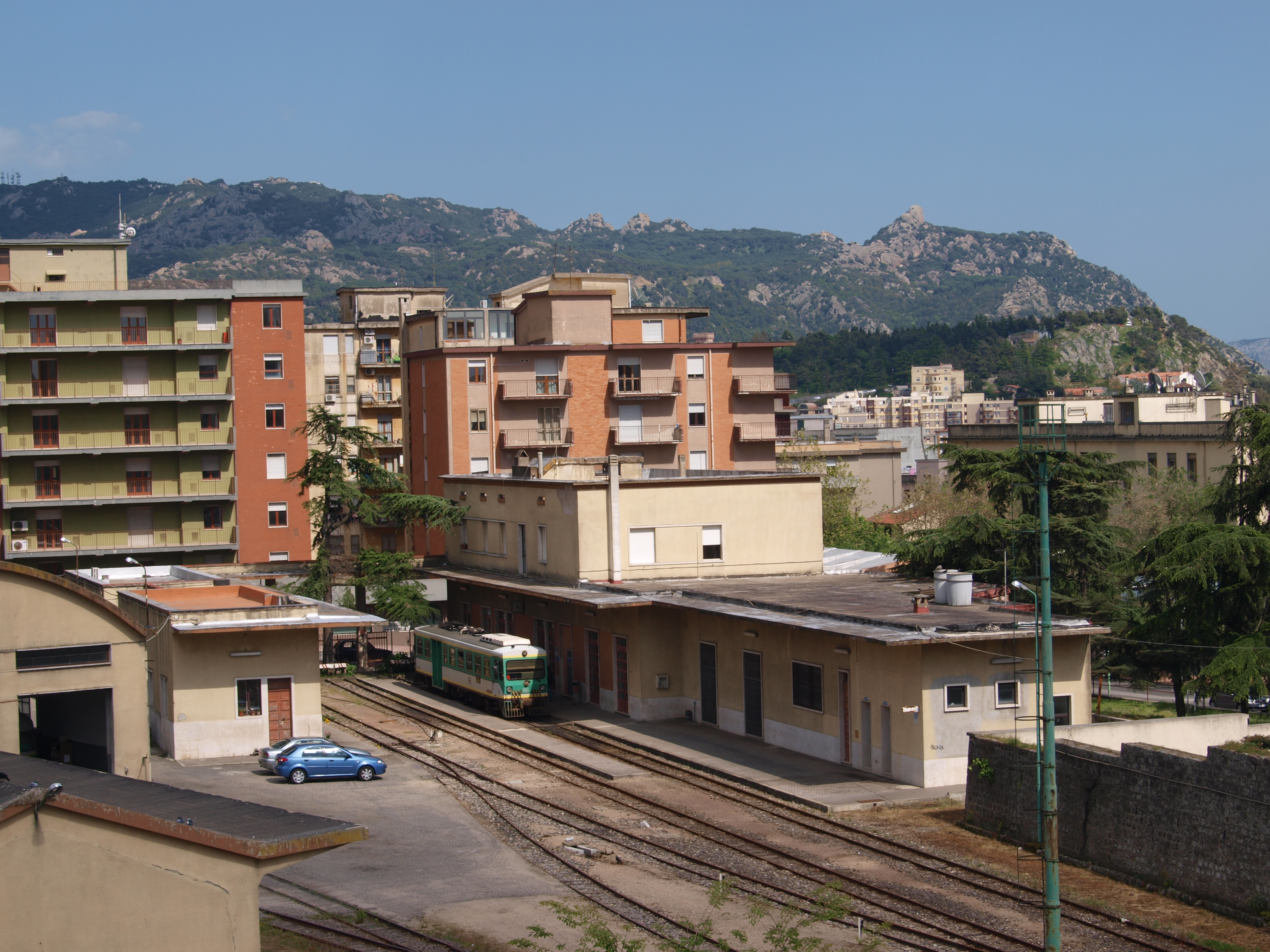
ヌーオロ駅

### 鉄道
- サルデーニャ鉄道（FdS）
  - マコメール＝ヌーオロ線 (it:Ferrovia Macomer-Nuoro) 

〔マコメール〕 - ヌーオロ

### 道路
国道
- SS131ヌーオロ中央支線 (it:Strada statale 131 Diramazione Centrale Nuorese) 
〔オリスターノ〕 - ヌーオロ - 〔オルビア〕

## 人物

### 著名な出身者
ヌーオロは、1926年にノーベル文学賞を受賞した小説家グラツィア・デレッダをはじめとする多くの文化人を輩出している。デレッダは、イタリア人女性としては初の（そして2012年までで唯一の）ノーベル文学賞受賞者である。
- グラツィア・デレッダ - 詩人・小説家、ノーベル文学賞受賞者。
- フラビオ・マンツォーニ - 自動車デザイナー
- サルヴァトーレ・シリグ - サッカー選手